# Тютюнников Ілля Матвійович
Ілля́ Матві́йович Тютю́нников (1887 , Успенське, Ржевский повітd, Тверська губернія, Російська імперія  — невідомо ) — український радянський діяч, шахтар, керуючий тресту «Орджонікідзевугілля». Депутат Верховної Ради УРСР 1-го скликання (1938–1947).

## Біографія
Народився 1887 року в родині робітника-каменяра в селі Успенське, тепер Тверська область, Росія. Трудову діяльність розпочав у тринадцятирічному віці пастухом у поміщика.
У 1901 році переїхав на Донбас. У 1901–1903 роках — шлаковоз на ртутному заводі. У 1903–1919 роках — шахтар-риштачник шахти № 5 Горлівського району Донбасу. Служив у Червоній армії.
Член РКП(б) з 1918 року.
У 1919–1925 роках — голова шахткому шахти № 5 Горлівського району Донбасу. У 1925–1928 роках — завідувач тарифно-економічного відділу Горлівського районного комітету вугільників.
У 1928–1929 роках — керуючий шахти «Марія» Горлівського району Донбасу.
З 1929 по 1930 рік навчався в Харківській промисловій академії імені Сталіна.
У 1930–1932 роках — керуючий прохідки шахти «Красный Октябрь» тресту «Орджонікідзевугілля» на Донбасі. У 1932–1936 роках — завідувач шахти № 4-5 «Красный Октябрь» тресту «Орджонікідзевугілля». У 1936–1938 роках — завідувач шахти «Юный коммунар» тресту «Орджонікідзевугілля» Донецької області.
У 1938 році — заступник керуючого, в 1938–1940 роках — керуючий тресту «Орджонікідзевугілля» комбінату «Сталінвугілля» Сталінської області.
26 червня 1938 року обраний депутатом Верховної Ради УРСР 1-го скликання по Орджонікідзевській міській виборчій окрузі № 282 Сталінської області.
У 1940–1941 роках — голова артілі «Солідарність Донбасу» «Донпромвугілля» Сталінської області.
Під час німецько-радянської війни був евакуйований до Ташкентської області Узбецької РСР, працював до 1943 року головою сільської ради в Чиназькому районі Ташкентської області. У грудні 1943 року повернувся на Донбас.
З 1944 року — начальник шахтоуправління № 2 «Красный Профинтерн» тресту «Орджонікідзевугілля» комбінату «Сталінвугілля» міста Єнакієве Сталінської області. 

## Нагороди
- орден Леніна (17.02.1939, № 4149)
- орден Трудового Червоного Прапора (№ 109274)
- значок «Відмінник соціалістичного змагання важкої промисловості»